# 작은긴코박쥐
작은긴코박쥐(Leptonycteris yerbabuenae)는 주걱박쥐과(신세계잎코박쥐류)에 속하는 박쥐의 일종이다. 중앙아메리카와 북아메리카에서 발견되는 중간 크기의 박쥐이다. 샌본긴코박쥐 또는 멕시코긴코박쥐로도 알려져 있으며, 멕시코긴코박쥐는 긴코박쥐속에 속하는 모든 종을 가리키는 이름으로도 쓰인다. 원래는 큰긴코박쥐의 아종으로 기술했지만, 나중에 남부긴코박쥐의 아종으로 간주했고 현재는 별도의 기술되고 있다. 학명은 멕시코 게레로주의 모식 산지인 예르바부에나(Yerbabuena)에서 유래했다.

## 특징
작은긴코박쥐는 비교적 작은 박쥐로 성체의 전체 몸길이가 약 8cm에 불과하며, 몸무게는 15~25g으로 나이에 따라 다르다. 암수는 크기가 비슷하며, 겉모습은 사실상 구별하기 힘들다. 이름이 함축하고 있는 바와 같이 가늘고 긴 주둥이를 갖고 있으며 삼각형 모양의 작은 입코(비옆)으로 끝난다. 안쪽에 3개의 꼬리뼈를 갖고 있지만, 꼬리가 겉으로 드러나지는 않는다.
작은긴코박쥐의 혀는 꽃꿀을 핥아 먹기 좋게 다수의 적응을 거쳐 긴 능선과 거칠고 원뿔 모양의 돌기를 갖게 되었으며, 이빨을 깨끗이 닦아내 치주 질환을 예방하기도 하는 것으로 추정된다. 날개는 높은 익면 하중을 갖고 있으며, 기동성을 희생하여 열린 서식지에서 장거리를 비행하는 데 에너지를 효율적으로 사용할 수 있다.